# Публій Корнелій Арвіна
Публій Корнелій Арвіна (лат. Publius Cornelius Arvina; ? — після 288 до н. е.) — військовий, державний та політичний діяч Римської республіки, консул 306 і 288 років до н. е.

## Життєпис
Походив з патриціанського роду Корнеліїв. 
У 306 році до н. е. його обрано консулом разом з Квінтом Марцієм Тремулом. Під час своєї каденції отримав від сенату завдання рушити до Самніуму для придушення повстань у Калатії та Сорі. Вибравши невдалу позицію, Публій Корнелій виявився відрізаний від військ свого колеги. Квінт Марцій, який вирушив на допомогу, був атакований самнітами, однак, обом консулам вдалося об'єднати свої війська і здобути блискучу перемогу. Після цього Квінт Марцій відбув до Риму, а Публій Корнелій залишився з військом у Самніумі. За ці дії Арвіна отримав від сенату право на тріумф.
У 294 році до н. е. його обрано цензором разом з Гаєм Марцієм Рутілом. У 288 році до н. е. Публія Корнелія вдруге обрано консулом, знову разом з Квінтом Марцієм Тремулом. 
З того часу про подальшу долю Публія Корнелія Арвіна згадок немає.